# Makoki (historieta)
Makoki es una serie de historietas protagonizada por el personaje homónimo, obra de Miguel Ángel Gallardo y Juanito Mediavilla, que llegaría también a protagonizar su propia revista. La cuestión de la paternidad del personaje ha sido muy discutida, ya que ni Gallardo ni Mediavilla se ocuparon de registrarlo, lo que sí hizo, años después, Felipe Borrallo, el autor del relato original, dando origen a una interminable polémica.
El grupo musical de la movida madrileña Paraíso realizó una canción dedicada a este personaje.

## Trayectoria editorial
En 1977, Felipe Borrallo escribió un relato breve titulado Revuelta en el frenopático, que posteriormente Gallardo y Mediavilla adaptaron para la revista musical Disco Expres. En las siguientes entregas, los guiones de las historietas de Makoki fueron realizados por Mediavilla, encargándose Gallardo de la parte gráfica. 
Estas primeras historietas de Makoki estaban muy influidas en el aspecto gráfico por dibujantes como el italiano Jacovitti y el estadounidense Segar. En cuanto a la temática, las influencias más evidentes son las del cómic underground norteamericano de autores como Robert Crumb y Gilbert Shelton. 
Makoki, tras el cierre de Disco Exprés, pasó por las revistas Star, Bésame Mucho y El Víbora, en la que se publicó la historieta Fuga en La Modelo.
En 1982, gracias a la popularidad del personaje, apareció la revista Makoki, de la que Gallardo y Mediavilla fueron los directores. En esta revista serializaron la historia Makoki en Niu Yors, considerada por la crítica inferior a sus obras anteriores. En el n.º4 Montesol lo dibujó como personaje invitado en la historieta "E.T.".
En las página de la revista Viñetas, Gallardo optó por acabar de una vez para siempre con su personaje fetiche, Makoki, que había seguido apareciendo en revistas de historieta de la mano de otros autores, y escribió La muerte de Makoki.
Sus historietas han sido recopiladas en los siguientes álbumes: 
- Makoki, Laertes, 1979; Complot, 1990.
- La juventú de Makoki, Laertes, 1982.
- Fuga en La Modelo, La Cúpula, 1984. Edición en cartone-2009
- Makoki en Niu Yors, Laertes, 1985.
- Makoki Integral, Glénat, 2003
- Todo Makoki, Nuevas ediciones debolsillo S.L.. Edición apaisada. 2012

## Argumento
Makoki, te vamo a da unos voltios que van a ser demasiao pa tu cabesa.

Con este ominoso bocadillo se inician las aventuras del antihéroe más radical y alternativo de la historieta española. 
Makoki son las correrías de un huido de un manicomio vestido de faldones y adornado el cráneo con un casco que arrancó cuando estaba recibiendo un electroshock y del que surgían cables cual tentáculos de un calamar especialmente encabronado. De vez en cuando necesita para colocarse una dosis de electricidad además de otras sustancias dopantes. El encabronamiento es el máximo común divisor de sus aventuras. Casi todas ellas se desarrollan en la Barcelona residual y su cinturón industrial de los finales de los setenta y primeros ochenta.  
En las historietas de Makoki hicieron pronto su aparición otros personajes, presentados como La Basca, algunos de los cuales llegaron a protagonizar sus propias historietas. 
La Basca estaba constituida por las Piltrafas del arroyo: 
- El Emosiones, más conocido como Tío Emo, o Emo a secas, esquizo donde los haya, mala sangre y borde;
- Morgan, gigantesco anormal al que se le va la olla de mala manera;
- El Cuco, sacamantecas, desaprensivo y vicioso a la antigua;
- El Niñato, el más joven de la basca que dio también lugar a su propia serie de cómics en El Víbora.
- El Abraira...

En contraposición a estos estaban sus eternos rivales, igual de delincuentes aunque del otro lado, eran los Servidores de la ley:
- Buitre Buitaker, Roberto, el Inspector Pectol[3] y el comisario Loperena.

Mediavilla con sus diálogos surrealistas e irreverentes utiliza una jerga entre quinquillera, taleguera y de gente de mal vivir para contar historias de gente que apanda tequis, fuma mais y se pone bucos de sosegón. En sus historias las hostias (y los hostiones) se prodigan con generosidad, al igual que la farlopa, el caballo y los tripis.

## Valoración
En 1991, el crítico Jesús Cuadrado exponía que

Gallardo y Mediavilla han pasado ya a la cultura popular con su Makoki, exponente de una forma de entender los actuales comportamientos reivindicativos de las tribus urbanas

 Ciertamente, el personaje y sus historias son expresión de la contracultura emergente en los años de la transición española.

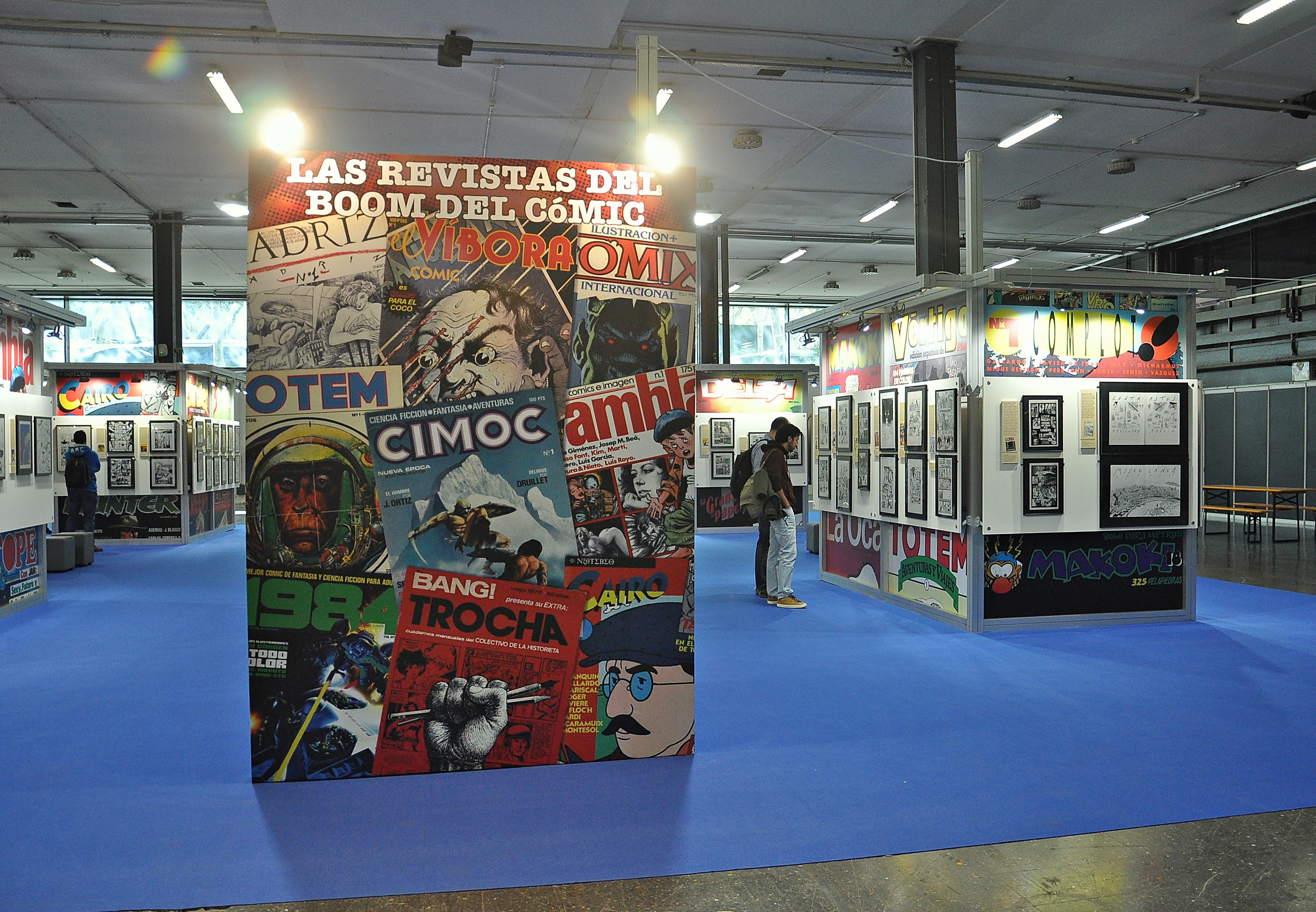
Imágenes de portadas de revistas de historieta en la edición del 2018 del Salón de Barcelona. A su derecha, pueden verse logotipos de la revista Makoki y la cara del personaje.